# 3-й Польський корпус (Російська імперія)

3-й Польський корпус (пол. III Korpus Polski) — корпус військ Російської імперії, складений з поляків

## Історія
Початком формування корпусу є наказ генерал-лейтенанта Єугеніуша де Хеннінг-Міхаеліса від 4 грудня 1917 року про зосередження Війська Польського в Україні. Командувачем III корпусу став генерал Єугеніуш де Хеннінг-Міхаеліс. Корпус складався з польських військ в Україні, сформованих для захисту польської земельної власності. Наказ було практично неможливо виконати, оскільки більшість його формувань були розпорошені. Додаткову складність становили бої, що тривали між польськими та українськими частинами.
Незважаючи на складну обстановку, почалося формування корпусу. Особовий склад корпусу становив близько 3000 бійців. 24-27 грудня були організовані його перші загони. 2 січня 1918 р. було створено Інспекторат польських збройних сил в Україні, якому підпорядковувалися 1-й і 2-й корпуси. 8 лютого 1918 р. генерал де Хеннінг-Міхаеліс залишив окупований радянською армією Київ і переїхав до маєтку Антоніни поблизу Староконстянтинова, де перебував ескадрон 2-го уланського полку 1-го корпусу та були розміщені загони самооборони ротмістра Фелікса Сас Яворського, які провадили каральні операції проти селянства.

### Дії
Починаючи з 15 лютого 1918 р. на основі отриманої бази розпочав дії, спрямовані на захист польських володінь в Україні. Водночас він наказав зосередити вже організовані філії в Україні в районі Антонін та Вінниці. Політичним начальством над формуваннями ІІІ корпусу були Владислав Рачкевич, який діяв від імені Регентської ради, та Тадеуш Голувко, від імені військовополонених. На підставі рішення Головки начальником штабу став полковник Бартель де Вейденталь. Разом з українськими частинами корпус брав участь у боях із частинами Червоної гвардії. Командування корпусу робило спроби домовитися з урядом УНР, але через складність ситуації домовитися не вдалося.

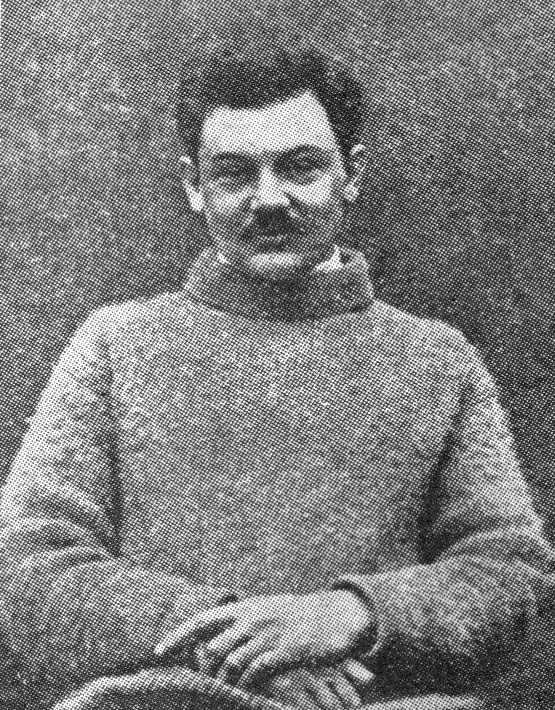
Тадеуш Голувко

У Корпусі було лише близько 2000 осіб, ще неорганізованих і розпорошених майже по всьому Правобережжю. Тадеуш Головко, який щойно прибув до Антонін, намагався переконати генерала Міхаеліса в недоречності його дій і навіть зобов’язав його приєднатися до розпорошених частин до ІІ корпусу, який тоді перебував у Сороках. Міхаеліс не мав наміру виконувати свої обіцянки. Він продовжував втрачати свою армію в боях із селянством, українськими підрозділами та частинами Червоної армії, а коли німецька армія вступила в Україну, рушив до Києва, де розпочав переговори з німцями.
У цій ситуації генерал Осінський (головнокомандувач польських військ в Україні) і Бартель вирішили прийняти командування від Міхаеліса і врятувати залишки III корпусу. Проте було пізно: почалися концентровані атаки українських військових частин. Спочатку вони атакували уланські табори під Пєчарами, потім три ескадрони 7-го полку біля Немирова. Оточені улани після короткого бою піддалися багатотисячному угрупованню ворога і 14 квітня капітулювали. Проте українці не дотримувалися умов капітуляційної угоди. 5 офіцерів і 30 уланів, які першими склали зброю, були вбиті на місці. Решту, пошарпану, передали австрійцям.

### Капітуляція
Кінець корпусу настав у ніч з 9 на 10 червня 1918 р. Польські частини були оточені переважаючими силами австрійських дивізій. Зважаючи на цю ситуацію, польське командування вирішило не воювати і підписало капітуляцію. Австрійська влада наказала частинам Корпусу розгорнутися в районі Пікув, Янув, Хмільник, де наприкінці червня 1918 р. разом із групою генерала Гласса (тоді командиром Корпусу був полковник Юліуш Руммель) були роззброєні. Вояків демобілізованого корпусу, згідно з угодою, підписаною після капітуляції, декількома транспортами перевезли до Польщі.